# Franz Ludwig Catel
Franz Ludwig Catel (Berlino, 22 febbraio 1778 – Roma, 19 dicembre 1856) è stato un pittore tedesco attivo a Roma, dove si stabilì nel 1811, fino alla morte.

## Biografia
La famiglia, ugonotta, era originaria di Sedan. Il padre aveva un negozio di chincaglierie e giocattoli a Berlino, alla cui Accademia d'arte si iscrissero nel 1797 sia Franz Ludwig che il fratello Ludwig Friedrich.
Franz amava viaggiare, sicché lo si trova iscritto all'École des Beaux-Arts di Parigi per tre anni di seguito, dal 1798 al 1800, presentato da Jean-Antoine Houdon. Nel frattempo svolgeva anche l'attività di illustratore (per l'"Hermann und Dorothea" e anche per il "Wilhelm Meister" di Goethe, ad esempio), e attorno al 1800 avviava insieme con il fratello una fabbrica di marmo artificiale per mosaici e oggetti d'arredo. Questa produzione fu apprezzata dal duca di Weimar, che gli commissionò alcune decorazioni del Castello di Belvedere.
Nel 1801 Catel si sposò per la prima volta con la figlia di un ricamatore berlinese, Sophie Friederike Kolbe, della quale sappiamo solo (da una fonte romana) che morì nel 1810. Attorno al 1806 collaborò ad un'attività di illustrazioni con Karl Friedrich Schinkel, poco più giovane di lui: ne nacque un'amicizia che continuò anche a Roma; in quell'anno diveniva anche membro ordinario dell'Accademia d'arte di Berlino.
Nel 1807 Catel tornava con il fratello a Parigi, restandovi per quattro anni a studiare e perfezionarsi, ma anche a realizzare la decorazione della casa di campagna del governatore di Berlino in Alsazia.

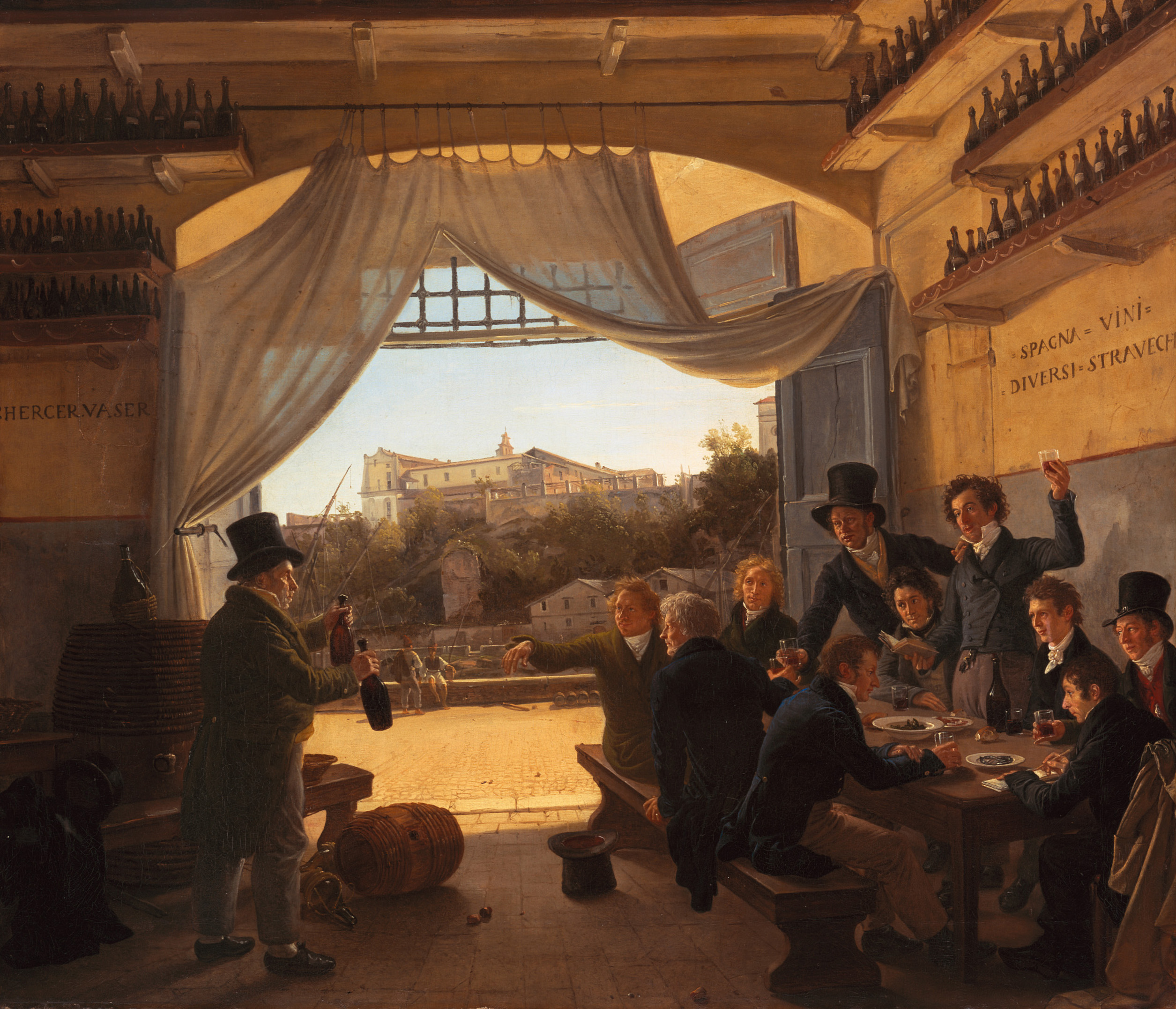
Il principe ereditario Luigi di Baviera all'osteria spagnola di Ripa Grande (29 febbraio 1824)

Nel 1811 entrambi i fratelli Catel erano a Roma, forse attirati dal vento neoclassico. Tuttavia, tra i primi interlocutori che trovarono in città furono proprio i "fratelli di San Luca", il gruppo di giovani tedeschi guidato da Friedrich Overbeck, che al convento di Sant'Isidoro stava costituendo  il movimento dei Nazareni. Come molti stranieri, anche artisti, Catel aveva preso casa a via Sistina, e con i nazareni collaborò partecipando anche, nel 1816, alla decorazione di palazzo Zuccari, allora residenza del console generale di Prussia, Bartholdy.
Il pittore era peraltro poco incline alle pregiudiziali ideologiche, e per temperamento interessato soprattutto a rappresentare effetti di luce, paesaggi, scene di costume; sicché tra lo sguardo classico e quello romantico sul mondo si produceva in lui piuttosto un'oscillazione, che una dialettica.

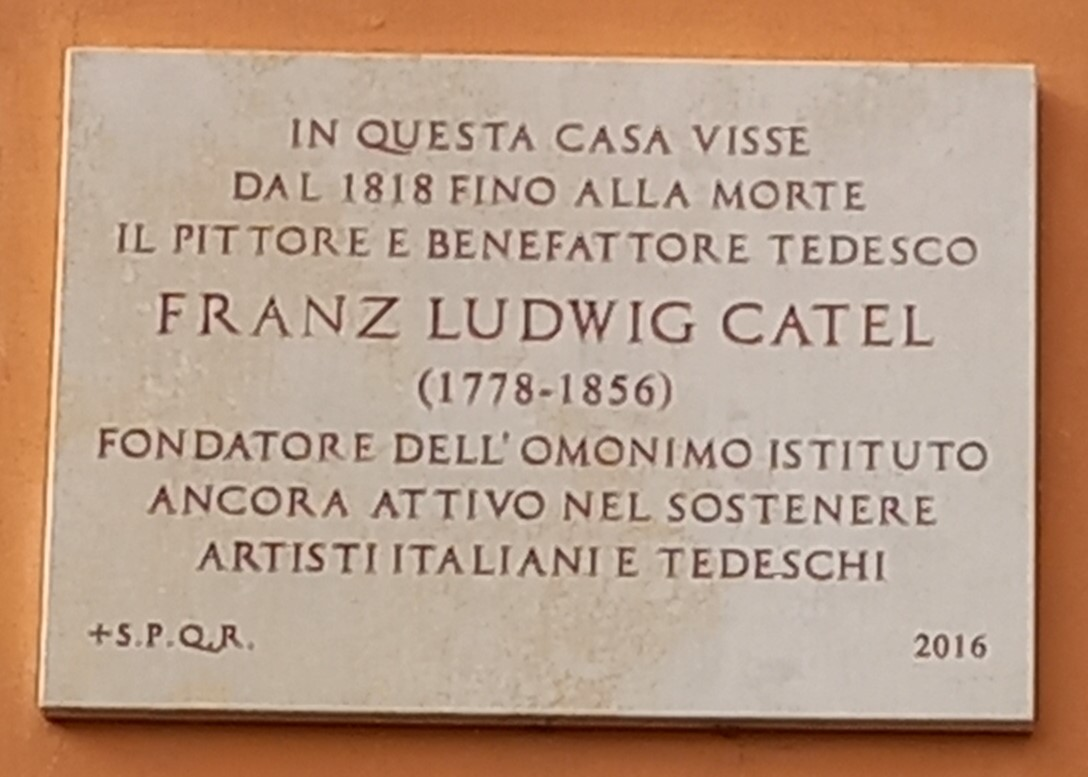
Targa commemorativa in Piazza di Spagna

È del 1812 il primo dei numerosi viaggi di Catel al sud, in compagnia dell'archeologo Aubin-Louis Millin; e la buona mano di paesaggista che l'archeologo gli riconosce consente in effetti a Catel di entrare e prosperare nel giro dei vedutisti romani che trovano il proprio mercato presso i ricchi stranieri in grand tour.

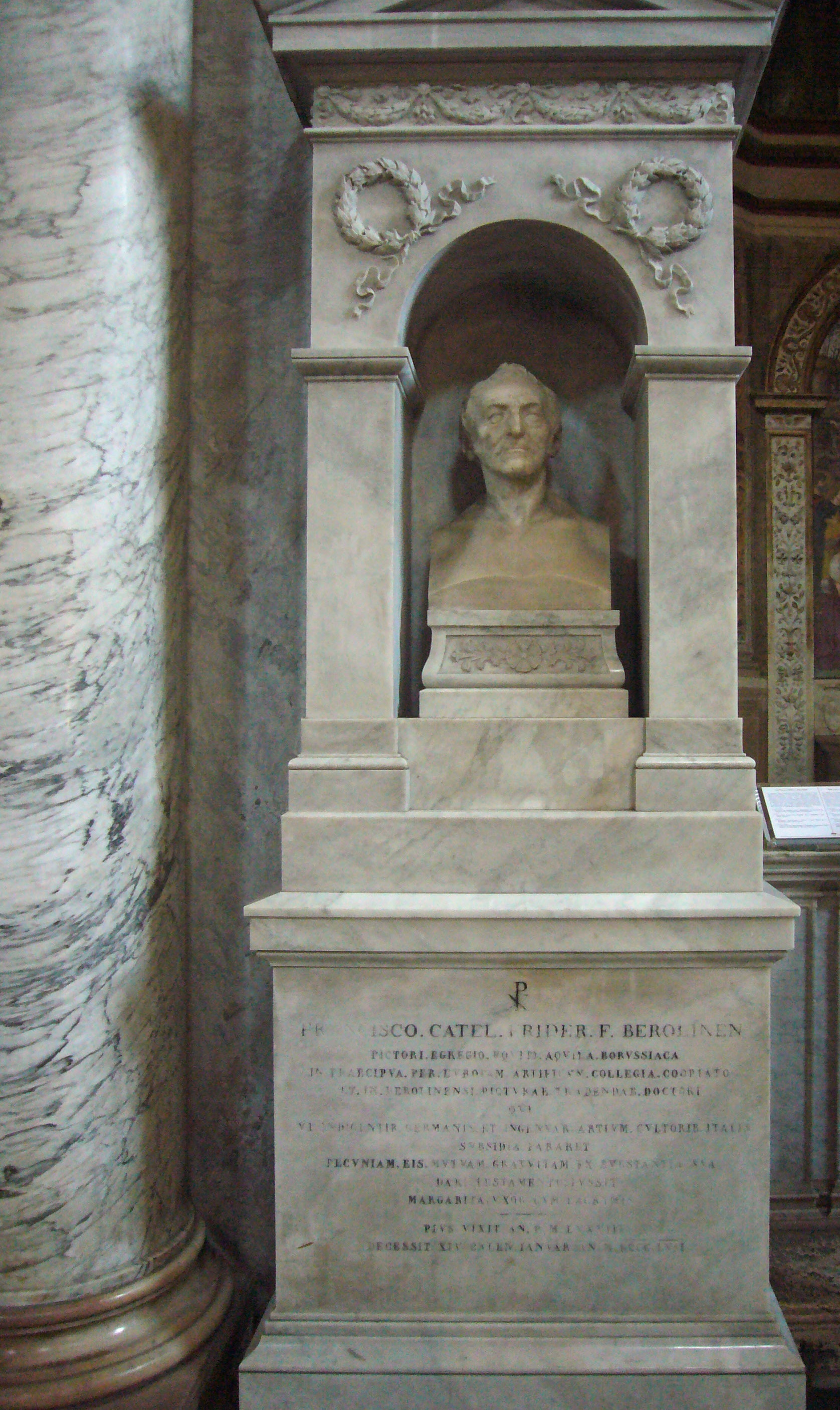
Sepolcro di Franz Ludwig Catel in Santa Maria del Popolo

Nel 1814 Catel ha evidentemente scelto di farsi completamente romano: abiura il calvinismo per farsi cattolico, sposa Margherita Prunetti figlia di un letterato, prende casa a piazza di Spagna, fa molta vita di società, frequentando intensamente il mondo di intellettuali, artisti e nobili che popolava la Roma della Restaurazione, e assume anche un ruolo di organizzatore culturale, partecipando e organizzando esposizioni a Roma ma anche in Germania.
Continua a viaggiare molto e dipinge molto en plein air, ma ama anche le scene di genere e memoriali, come il ritratto di "Schinkel a Napoli" o "Il principe ereditario Luigi di Baviera all'osteria spagnola di Ripa Grande". Col tempo e l'età l'ispirazione si affievolisce, ma non la vitalità e il ritmo dei suoi viaggi e delle altre attività sociali, che anzi diventano preminenti.
Al momento della morte, quasi ottantenne e senza figli, Catel lascia un discreto patrimonio, che conferisce per metà ad una fondazione benefica da lui costituita, a beneficio di tedeschi bisognosi e artisti italiani. La moglie, che gli sopravvive di quasi vent'anni, conferirà poi alla Fondazione il resto del patrimonio.
Fu sepolto in Santa Maria del Popolo, dove si può ancora vedere il suo monumento funebre. Un suo cenotafio è presente al Cimitero del Verano.

## Opere
Tra i quadri, emerge il “Convento dell’Immacolatella a Cava”, dipinto intorno al 1850, conservato oggi nel museo dell’Ottocento a Pescara